# Hội chứng Tokophobia
Tokophobia là một nỗi sợ hãi đáng kể khi sinh con. Đó là lý do phổ biến khiến một số phụ nữ yêu cầu sinh mổ. Nỗi sợ hãi thường bao gồm sợ bị thương em bé, đường sinh dục hoặc cái chết. Điều trị có thể được thực hiện thông qua tư vấn.
Nó là một loại ám ảnh cụ thể. Năm 2000, một bài báo đăng trên British Journal of Psychiatry đã mô tả nỗi sợ hãi khi sinh con là một chứng rối loạn tâm thần ít được chú ý và có thể bị bỏ qua.